# Stormy Daniels
Stephanie A. Gregory Clifford (sinh Ngày 17 năm 1979), nghệ danh Stormy Daniels, Stormy Waters, hoặc đơn giản là Stormy, là diễn viên người lớn, múa thoát y, nhà biên kịch, và đạo diễn người Mỹ. Cô ấy đã giành được nhiều giải thưởng, và là thành viên của NightMoves, ANH và XRCO.
Trong 2018, Daniels đã dính vào một vụ lùm xùm pháp lý với Tổng thống Mỹ Donald Trump và luật sư của ông Michael Cohen. Trump và những người đại diện bị cáo buộc trả tiền hối lộ để giữ Daniel im lặng về một vụ ngoại tình bà tự nhận đã có với Trump vào năm 2006. Người phát ngôn của Trump đã chối bỏ sự việc này cáo buộc Daniels nói dối.

## Thời gian đầu
Stephanie Gregory được sinh ra vào ngày 17 tháng 3 năm 1979, bố mẹ là Sheila và Bill Gregory, hai người này ly dị khoảng 3 hay 4 năm sau đó. Gregory sau đó đã được nuôi bởi mẹ.
Cô ấy tốt nghiệp trường trung học Scotlandville ở Baton Rouge năm 1997 và muốn trở thành một nhà báo.
Gregory nói cô "đến từ một gia đình trung bình, thu nhập thấp... có ngày không có điện". 

## Nghề nghiệp

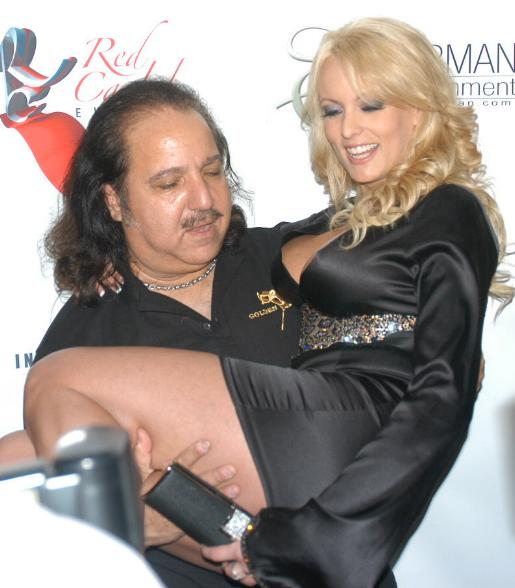
Ngôi sao khiêu dâm Ron Jeremy và Daniels ở tiệc sinh nhat của Jeremy, tháng Ba năm 2007

## Cuộc sống cá nhân
Daniels có một cô con gái với người chồng thứ ba, Glendon Crain (nghệ danh Brendon Miller), trong năm 2011.
Daniels thích ngựa. Cô sở hữu một số và đã thắng nhiều ribbon xanh tại các sự kiện đua ngựa.
Trong năm 2009, Daniels đã bị bắt vì bạo lực với chồng cô, vào lúc đó, Michael Mosny. Cô ấy bị cáo buộc đã đánh ông ta mấy lần sau một cuộc tranh cãi về cách ông ta giặt ủi và về việc không thể trả các hóa đơn.

## Giải thưởng
As a Performer
| Year | Ceremony                    | Award                                            | Work                                 |
| ---- | --------------------------- | ------------------------------------------------ | ------------------------------------ |
| 2004 | AVN Award                   | Best New Starlet                                 | —                                    |
| 2004 | Adam Film World Guide Award | Contract Babe of the Year                        | Wicked Pictures                      |
| 2004 | NightMoves Award            | Best Actress (Editor's Choice)                   | —                                    |
| 2006 | AVN Award                   | Best Supporting Actress—Video                    | Camp Cuddly Pines Powertool massacre |
| 2006 | Adam Film World Guide Award | Crossover Female Performer of the Year           | —                                    |
| 2006 | XRCO Award                  | Mainstream Adult Media Favorite                  | —                                    |
| 2006 | F.A.M.E. Award              | Favorite Breasts                                 | —                                    |
| 2006 | NightMoves Award            | Best Actress (Fan's Choice)                      | —                                    |
| 2006 | NightMoves Award            | Triple Play Award (Dancing/Performing/Directing) | —                                    |
| 2007 | AVN Award                   | Contract Star of the Year                        | Wicked Pictures                      |
| 2007 | F.A.M.E. Award              | Favorite Breasts                                 | —                                    |
| 2007 | NightMoves Award            | Best Feature Dancer (Fan's Choice)               | —                                    |
| 2008 | AVN Award                   | Crossover Star of the Year                       | —                                    |
| 2008 | XBIZ Award                  | Crossover Star of the Year                       | —                                    |
| 2008 | XRCO Award                  | Mainstream Adult Media Favorite                  | —                                    |
| 2008 | Adam Film World Guide Award | Actress of the Year                              | —                                    |
| 2009 | XBIZ Award                  | ASACP Service Recognition Award                  | —                                    |
| 2009 | F.A.M.E. Award              | Favorite Breasts                                 | —                                    |
| 2009 | Free Speech Coalition       | Positive Image Award                             | —                                    |

As a Director
| Year | Ceremony         | Award                                               |
| ---- | ---------------- | --------------------------------------------------- |
| 2005 | NightMoves Award | Best New Director (Editor's Choice)                 |
| 2008 | XRCO Award       | Best Director – Features (tied with Brad Armstrong) |
| 2008 | F.A.M.E. Award   | Favorite Director                                   |
| 2008 | NightMoves Award | Best Director (Fan's Choice)                        |
| 2009 | NightMoves Award | Best Director (Editor's Choice)                     |
| 2012 | NightMoves Award | Best Director – Non-Parody (Editor's Choice)        |
| 2016 | XBIZ Award       | Director of the Year – Feature Release              |

Hall of Fame
| Year | Ceremony         | Award        |
| ---- | ---------------- | ------------ |
| 2007 | NightMoves Award | Hall of Fame |
| 2014 | AVN Award        | Hall of Fame |
| 2014 | XRCO Award       | Hall of Fame |